# Базовка
Базовка — деревня в Жуковском районе Калужской области России. Входит в состав сельского поселения «Село Высокиничи».

## География
Расположена на берегу ныне безымянной речки Базовка, притоке Ичи. Рядом — Волынцы, Карпово, Зареченское лесничество.
Баз — загон для скота.  

## История
До 1775 входила в Оболенский уезд Московской провинции Московской губернии, после относилась к  Тарусскому уезду Калужского наместничества, затем губернии.
В 1891 году деревня Базовка входила в Высокиничскую волость Тарусского уезда.

## Население
| 2002 | 2010 |
| ---- | ---- |
| 3    | ↘2   |